# Чемпіонат світу з хокею із шайбою 1937
Чемпіонат світу з хокею із шайбою 1937 — 11-й чемпіонат світу з хокею із шайбою, який проходив в період з 17 лютого по 27 лютого 1937 року. Матчі відбувались у Лондоні. 
У рамках чемпіонату світу пройшов 22-й чемпіонат Європи.

## Попередній етап

### Група А
| 17 лютого 1937 | Лондон | Угорщина        | – | Румунія   | 4:1 (2:1,0:0,2:0)  |
| 17 лютого 1937 | Лондон | Велика Британія | – | Німеччина | 6:0 (1:0,1:0,4:0)  |
| 18 лютого 1937 | Лондон | Німеччина       | – | Румунія   | 4:2 (0:0,1:0,3:2)  |
| 18 лютого 1937 | Лондон | Велика Британія | – | Угорщина  | 7:0 (0:0,2:0,5:0)  |
| 19 лютого 1937 | Лондон | Німеччина       | – | Угорщина  | 2:2 (1:0,0:1,1:1)  |
| 19 лютого 1937 | Лондон | Велика Британія | – | Румунія   | 11:0 (3:0,5:0,3:0) |

Таблиця
| М | Команда         | І | Пер | Н | Пор | Ш    | О |
| - | --------------- | - | --- | - | --- | ---- | - |
| 1 | Велика Британія | 3 | 3   | 0 | 0   | 24:0 | 6 |
| 2 | Німеччина       | 3 | 1   | 1 | 1   | 6:10 | 3 |
| 3 | Угорщина        | 3 | 1   | 1 | 1   | 6:10 | 3 |
| 4 | Румунія         | 3 | 0   | 0 | 3   | 3:19 | 0 |

Скорочення: М = підсумкове місце, І = ігри, Пер = перемоги, Н = нічиї, Пор = поразки, Ш = закинуті та пропущені шайби, О = набрані очки

### Група В
| 17 лютого 1937 | Лондон | Чехословаччина | – | Норвегія       | 7:0 (2:0,3:0,2:0)  |
| 18 лютого 1937 | Лондон | Швейцарія      | – | Норвегія       | 13:2 (3:1,6:1,4:0) |
| 19 лютого 1937 | Лондон | Швейцарія      | – | Чехословаччина | 2:2 (0:0,1:2,1:0)  |

Таблиця
| М | Команда        | І | Пер | Н | Пор | Ш    | О |
| - | -------------- | - | --- | - | --- | ---- | - |
| 1 | Швейцарія      | 2 | 1   | 1 | 0   | 15:4 | 3 |
| 2 | Чехословаччина | 2 | 1   | 1 | 0   | 9:2  | 3 |
| 3 | Норвегія       | 2 | 0   | 0 | 2   | 2:20 | 0 |

Скорочення: М = підсумкове місце, І = ігри, Пер = перемоги, Н = нічиї, Пор = поразки, Ш = закинуті та пропущені шайби, О = набрані очки

### Група С
| 17 лютого 1937 | Лондон | Польща  | – | Швеція  | 3:0 (0:0,3:0,0:0)  |
| 17 лютого 1937 | Лондон | Канада  | – | Франція | 12:0 (2:0,5:0,5:0) |
| 18 лютого 1937 | Лондон | Франція | – | Швеція  | 2:1 (0:1,1:0,1:0)  |
| 18 лютого 1937 | Лондон | Канада  | – | Польща  | 8:2 (3:1,3:0,2:1)  |
| 19 лютого 1937 | Лондон | Польща  | – | Франція | 7:1 (2:1,3:0,2:0)  |
| 19 лютого 1937 | Лондон | Канада  | – | Швеція  | 9:0 (4:0,2:0,3:0)  |

Таблиця
| М | Команда | І | Пер | Н | Пор | Ш    | О |
| - | ------- | - | --- | - | --- | ---- | - |
| 1 | Канада  | 3 | 3   | 0 | 0   | 29:2 | 6 |
| 2 | Польща  | 3 | 2   | 0 | 1   | 12:9 | 4 |
| 3 | Франція | 3 | 1   | 0 | 2   | 3:20 | 2 |
| 4 | Швеція  | 3 | 0   | 0 | 3   | 1:14 | 0 |

Скорочення: М = підсумкове місце, І = ігри, Пер = перемоги, Н = нічиї, Пор = поразки, Ш = закинуті та пропущені шайби, О = набрані очки

## Другий раунд

### Група А
| 20 лютого 1937 | Лондон | Німеччина      | – | Франція        | 5:0 (1:0,3:0,1:0)                |
| 20 лютого 1937 | Лондон | Канада         | – | Чехословаччина | 3:0 (0:0,2:0,1:0)                |
| 21 лютого 1937 | Лондон | Чехословаччина | – | Франція        | 8:1 (2:1,2:0,4:0)                |
| 21 лютого 1937 | Лондон | Канада         | – | Німеччина      | 5:0 (0:0,3:0,2:0)                |
| 22 лютого 1937 | Лондон | Німеччина      | – | Чехословаччина | 2:1 ОТ (0:0,0:1,1:0,0:0,0:0,1:0) |
| 22 лютого 1937 | Лондон | Канада         | – | Франція        | 13:1 (2:0,4:0,7:1)               |

Таблиця
| М | Команда        | І | Пер | Н | Пор | Ш    | О |
| - | -------------- | - | --- | - | --- | ---- | - |
| 1 | Канада         | 3 | 3   | 0 | 0   | 21:1 | 6 |
| 2 | Німеччина      | 3 | 2   | 0 | 1   | 7:6  | 4 |
| 3 | Чехословаччина | 3 | 1   | 0 | 2   | 9:6  | 2 |
| 4 | Франція        | 3 | 0   | 0 | 3   | 2:26 | 0 |

Скорочення: М = підсумкове місце, І = ігри, Пер = перемоги, Н = нічиї, Пор = поразки, Ш = закинуті та пропущені шайби, О = набрані очки

### Група В
| 20 лютого 1937 | Лондон | Велика Британія | – | Швейцарія | 3:0 (1:0,1:0,1:0)  |
| 20 лютого 1937 | Лондон | Польща          | – | Угорщина  | 4:0 (1:0,1:0,2:0)  |
| 21 лютого 1937 | Лондон | Швейцарія       | – | Угорщина  | 4:2 (0:1,2:1,2:0)  |
| 21 лютого 1937 | Лондон | Велика Британія | – | Польща    | 11:0 (5:0,4:0,2:0) |
| 22 лютого 1937 | Лондон | Велика Британія | – | Угорщина  | 5:0 (2:0,2:0,1:0)  |
| 22 лютого 1937 | Лондон | Швейцарія       | – | Польща    | 1:0 (0:0,1:0,0:0)  |

Таблиця
| М | Команда         | І | Пер | Н | Пор | Ш    | О |
| - | --------------- | - | --- | - | --- | ---- | - |
| 1 | Велика Британія | 3 | 3   | 0 | 0   | 19:0 | 6 |
| 2 | Швейцарія       | 3 | 2   | 0 | 1   | 5:5  | 4 |
| 3 | Польща          | 3 | 1   | 0 | 2   | 4:12 | 2 |
| 4 | Угорщина        | 3 | 0   | 0 | 3   | 2:13 | 0 |

Скорочення: М = підсумкове місце, І = ігри, Пер = перемоги, Н = нічиї, Пор = поразки, Ш = закинуті та пропущені шайби, О = набрані очки

## Турнір за 5 - 8 місця
| 25 лютого 1937 | Лондон | Угорщина       | – | Франція  | 5:1 (1:0,2:0,2:1) |
| 25 лютого 1937 | Лондон | Чехословаччина | – | Польща   | 1:0 (0:0,0:0,1:0) |
| 26 лютого 1937 | Лондон | Чехословаччина | – | Франція  | 3:1 (1:0,1:0,1:1) |
| 27 лютого 1937 | Лондон | Чехословаччина | – | Угорщина | 0:0 (0:0,0:0,0:0) |

Таблиця
| М | Команда        | І | Пер | Н | Пор | Ш    | О |
| - | -------------- | - | --- | - | --- | ---- | - |
| 1 | Угорщина       | 3 | 2   | 1 | 0   | 10:1 | 5 |
| 2 | Чехословаччина | 3 | 2   | 1 | 0   | 4:1  | 5 |
| 3 | Франція        | 3 | 1   | 0 | 2   | 7:8  | 2 |
| 4 | Польща         | 3 | 0   | 0 | 3   | 0:11 | 0 |

- Збірна Польщі відмовилась проводити матчі з угорцями та французами, отримавши в цих матчах поразки.[1]

## Фінальний раунд
| 25 лютого 1937 | Лондон | Велика Британія | – | Швейцарія | 2:0 ОТ (0:0,0:0,0:0,0:0,0:0,2:0) |
| 25 лютого 1937 | Лондон | Канада          | – | Німеччина | 5:0 (1:0,2:0,2:0)                |
| 26 лютого 1937 | Лондон | Швейцарія       | – | Німеччина | 6:0 (2:0,2:0,2:0)                |
| 26 лютого 1937 | Лондон | Велика Британія | – | Канада    | 0:3 (0:1,0:1,0:1)                |
| 27 лютого 1937 | Лондон | Канада          | – | Швейцарія | 2:1 ОТ (0:1,1:0,0:0,0:0,1:0)     |
| 27 лютого 1937 | Лондон | Велика Британія | – | Німеччина | 5:0 (3:0,1:0,1:0)                |

Таблиця
| М | Команда         | І | Пер | Н | Пор | Ш    | О |
| - | --------------- | - | --- | - | --- | ---- | - |
| 1 | Канада          | 3 | 3   | 0 | 0   | 10:1 | 6 |
| 2 | Велика Британія | 3 | 2   | 0 | 1   | 7:3  | 4 |
| 3 | Швейцарія       | 3 | 1   | 0 | 2   | 7:4  | 2 |
| 4 | Німеччина       | 3 | 0   | 0 | 3   | 0:16 | 0 |

Скорочення: М = підсумкове місце, І = ігри, Пер = перемоги, Н = нічиї, Пор = поразки, Ш = закинуті та пропущені шайби, О = набрані очки

## Підсумкова таблиця чемпіонату світу
|   | Канада          |
|   | Велика Британія |
|   | Швейцарія       |
| 4 | Німеччина       |
| 5 | Угорщина        |
| 6 | Чехословаччина  |
| 7 | Франція         |
| 8 | Польща          |
| 9 | Норвегія        |
| 9 | Швеція          |
| 9 | Румунія         |

### Склад чемпіонів світу
Ральф Реддінг, Гаррі Робертсон, Фред Боттерілл, Т. Алмак, Д. Кемп, Гюго Макі, Гордон Вільсон, Дуг Ківер, Джордж Гоубл, Кен Кемпбелл, Фред Бернетт, Пол Козак, Ерік Хорнквіст. 

## Призери чемпіонату Європи
|  | Велика Британія |
|  | Швейцарія       |
|  | Німеччина       |